# مايك ماهوني (لاعب كرة قاعدة)
مايك ماهوني (بالإنجليزية: Mike Mahoney)‏ هو لاعب كرة قاعدة أمريكي، ولد في 5 ديسمبر 1873 في بوسطن في الولايات المتحدة، وتوفي بنفس المكان في 3 يناير 1940.

## وصلات خارجية
- مايك ماهوني على موقعبيزبول رفرنس.كوم (الدوري الرئيسي) (الإنجليزية)
- مايك ماهوني على موقعبيزبول رفرنس.كوم (الدوري الثانوي) (الإنجليزية)